# Tristan Thorn
Tristan Thorn é um personagem fictício de Stardust (filme). Tristan mora na cidade de Muralha e é filho de Dunstan Thorn com Una, filha do rei de Stormhold, que está aprisonada pela bruxa Sal, assim sendo ele próprio príncipe de Stormhold, sem saber. Tristan vai em busca de uma estrela cadente para Victoria Foresster, sua amada, assim viaja para Stormhold, ao seguir o rasto da estrela ele acha Yvaine, a estrela do dia, e tenta leva-la a Victória, no meio do caminho passam por aventuras e ele é transformado por ', e logo ele e Yvaine são atacados por Lamia, uma bruxa que quer o coração da estrela para tornar-se jovem, ao levar Yvane para Muralha ele entra em varias aventuras com ser raptado pelo Capitão Shakespeare, ser transformado em rato pela bruxa Sal e matar Lamia. Tristan se apaixona pela estrela Yvaine que quando ele estava transformado em um rato se declara ao mesmo dizendo o quanto o amor dela era enorme por ele.